# 比森特·卡尔德隆球场
比森特·卡尔德隆球场（西班牙語：Estadio Vicente Calderón），简称卡尔德隆球场，为曾經坐落于西班牙首都马德里的俱乐部马德里竞技所拥有的足球场，1966年落成起便是马德里竞技的主場球場，直至2017年搬往萬達大都會球場（Wanda Metropolitano，又名「佩内塔球場」（La Peineta））為止。1966年到1971年间球场的名称是曼萨纳雷斯球场（Estadio Manzanares），曼萨纳雷斯（Manzanares）本身是流经西班牙中部的一条河流的名称，也同样流经了这座位于马德里市区中心地带的球场旁边，1971年球场为紀念俱乐部历史上最伟大的主席比森特·卡尔德隆而更名。比森特·卡尔德隆球场於2017年5月27日進行最後一場比賽，完成作為马德里竞技五十一年主場館的任務，球場在2019年2月13日開始拆卸，2020年7月6日完成拆卸。
卡尔德隆球场也经常作为西班牙国家足球队的主场球场，2003年卡尔德隆球场被欧洲足联评定为欧洲五星级球场。

## 历史概述
- 1961年3月17日，俱乐部老板哈维尔·巴罗佐在马德里市中心买下了一块土地用以新建俱乐部主场，之前的主场“马德里大都会球场”的容量已经无法满足俱乐部的需求。这年开始新球场就开始兴建。
- 1966年10月2日，曼萨纳雷斯球场正式落成，当时的容量为6万2千人。新球场的首场主场比赛马德里竞技主场被巴伦西亚1比1逼平。由于球迷没有预计的多，之后球场进行了一定规模的重建，所以容量有所减小。
- 1967年4月16日，卡尔德隆球场首次进行马德里德比，马竞被作客的皇家马德里2比2打平。
- 1971年7月14日，馬德里體育會在一次会议后一致同意以时为荣誉主席的比森特·卡尔德隆的名字重新命名这座球场為比森特·卡尔德隆球场。
- 1972年5月23日，球场在经历又一次重建后再次启用，首场比赛里西班牙国家队主场2比0击败了来访的乌拉圭队。西班牙独裁者弗朗西斯科·佛朗哥、胡安·卡洛斯王子以及议会主席共同出席了仪式。
- 2003年，卡尔德隆球场被欧足联评定为五星级球场，观众容量为54,851人。
- 2007年7月30日，马德里竞技同两家企业签订协议，大约用3年左右时间将球队搬离卡尔德隆，而把扩建后可以容纳7万3千人的拉·佩内塔球場作为新的主场，2016年这个球场将成为马竞的私有财产，而卡尔德隆球场将被推倒而改建为“马竞公园”。但很多球迷则对这个计划强烈反对，他们认为俱乐部資金应该用在球队建设上，而不是拆掉多年来的主场。
- 2017年5月21日，西甲第38輪比賽,卡達朗球場舉行馬體會搬離前的最後一場主場比賽，馬體會3-1擊敗。此賽後象征51年歷史的卡爾德隆球場成為馬體會一代人的回憶。
- 2017年5月27日，卡尔德隆球场舉行拆卸前的最後一場比賽，2017年西班牙盃決賽，巴塞隆拿3-1击败阿拉维斯，亦成為最後一支在卡尔德隆球场取勝的球隊。

## 球场特色
球场的座位采用了马德里竞技传统的红白条文设计，主看台上有防雨顶棚，其他三面看台则没有。

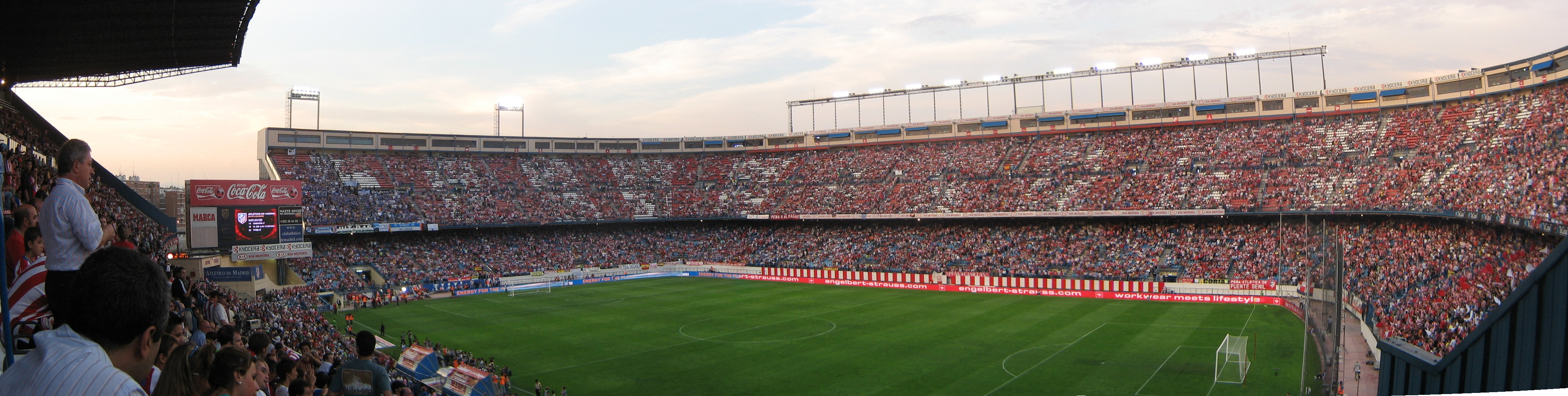
在看台上纵览卡尔德隆球场

## 1982年世界杯足球赛
1982年世界杯，比森特·卡尔德隆球场举办了3场第二轮比赛。

### 第二轮
比森特·卡尔德隆球场举办了3场小组赛阶段第二轮的比赛。
| 1982年6月28日 | 奥地利 | 0–1  | 法國       | 马德里比森特·卡尔德隆球场            |
| 17:15 CEST    |        | 報告 | 真吉尼 39' | 入場人數： 37,000 ： 保洛陶伊·卡罗伊 |

| 1982年7月1日 | 奥地利                    | 2–2  | 北爱尔兰          | 马德里比森特·卡尔德隆球场            |
| 17:15 CEST   | - 佩泽 50' - 欣特迈尔 68' | 報告 | 汉密尔顿 27', 75' | 入場人數： 20,000 ： 阿道夫·普罗科普 |

| 1982年7月4日 | 法國                                | 4–1  | 北爱尔兰       | 马德里比森特·卡尔德隆球场              |
| 17:15 CEST   | - 吉雷瑟 33', 80' - 罗歇托 46', 68' | 報告 | 阿姆斯特朗 75' | 入場人數： 37,000 ： 阿洛伊齐·亚尔古兹 |